# Sverre Isachsen
Sverre Isachsen (11 novembre 1970) è un pilota di rally norvegese, attivo nella categoria del rallycross dove ha vinto il Campionato europeo rallycross 3 volte negli anni 2009, 2010 e 2011.

## Carriera

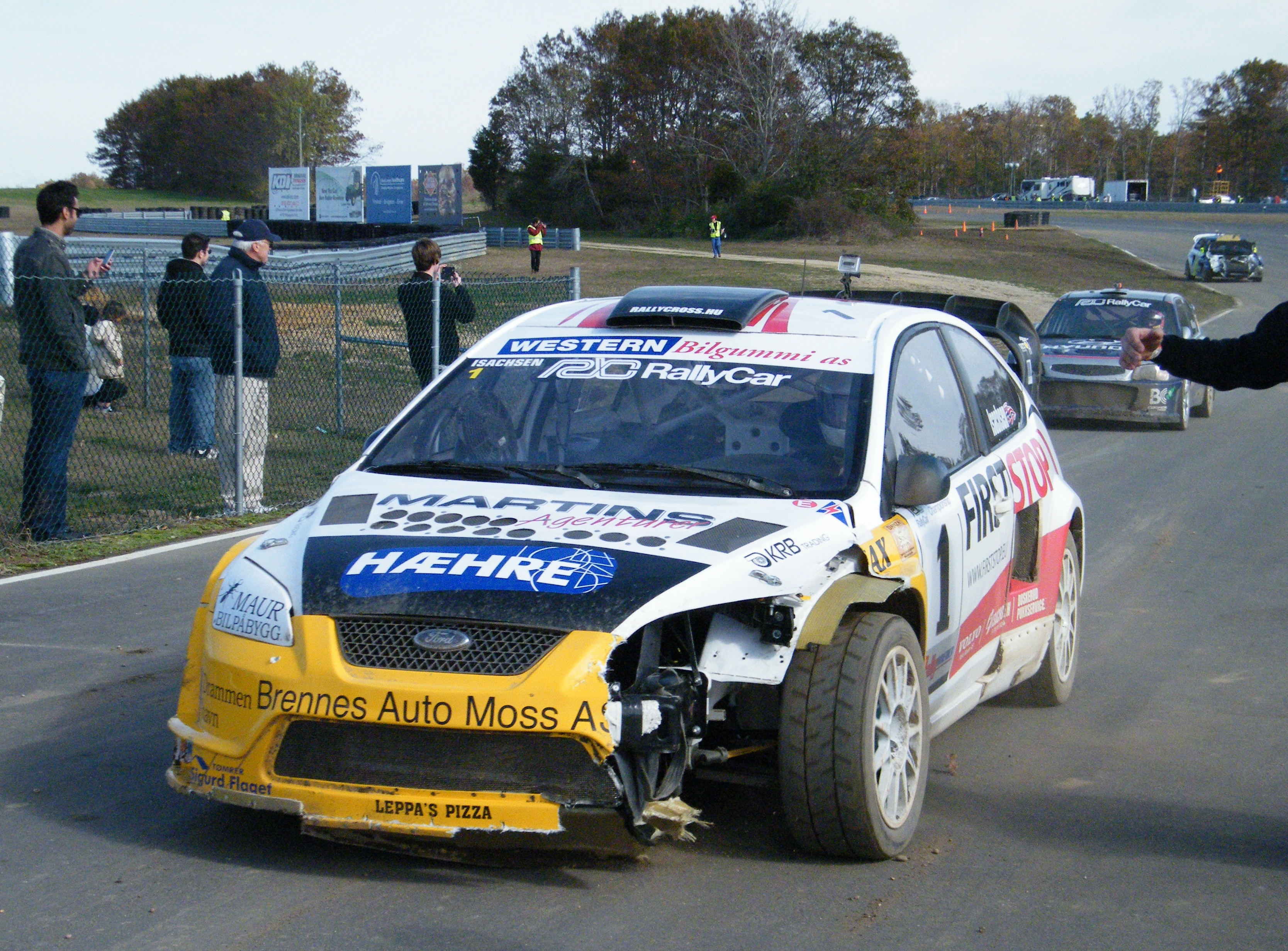
Isachsen su Ford Focus T16 4x4 nel 2010

Isachsen ha iniziato a competere negli sport motoristici nel 1989 ed è diventato campione norvegese di rallycross nel 1999 e 2000. Nel 2009, 2010 e 2011 è diventato campione europeo di rallycross a bordo di una Ford Focus T16. È stato anche insignito del titolo di "Driver of the Year" dalla Norwegian Autosport Federation nel 2010 e nel 2011.
Nel 2012 Isachen ha firmato un contratto triennale 
con il team Subaru Puma Rallycross insieme a Dave Mirra e Bucky Lasek, per guidare nel campionato mondiale di rallycross. Dopo la stagione 2016, lui e il suo compagno di squadra Bucky Lasek hanno lasciato team Subaru.

## Palmarès
- Campionato europeo rallycross: 3
- 2009, 2010, 2011 su Ford Focus T16